# Malwa (Schiff, 1909)
Die Malwa (II) war ein 1909 in Dienst gestellter Ozeandampfer der britischen Reederei Peninsular and Oriental Steam Navigation Company (P&O), der im Passagier- und Postverkehr von Großbritannien nach Indien und Australien eingesetzt wurde. Die Malwa wurde 1932 außer Dienst gestellt und in Japan verschrottet.

## Das Schiff
Das 10.883 BRT große Dampfschiff Malwa gehört zu P&Os Passagier- und Postschiffen der M-Klasse. Zwischen 1903 und 1911 wurden insgesamt zehn mehr oder weniger identische Schiffe dieser Klasse in Dienst gestellt. Die Schwesterschiffe der Malwa waren die Moldavia (1903), die Mongolia (1903), die Marmora (1903), die Macedonia (1904), die Mooltan (1905), die Morea (1908), die Mantua (1909), die Maloja (1911) und die Medina (1911). Von diesen zehn Schiffen wurden sechs im Ersten Weltkrieg durch deutsche Torpedos oder Seeminen versenkt, wodurch insgesamt 250 Menschen ums Leben kamen. Als letztes wurde die Mantua 1935 in Shanghai abgewrackt.
Die Malwa wurde bei Caird & Company im schottischen Greenock gebaut und lief dort am 10. Oktober 1908 vom Stapel. Das 171,30 Meter lange und 18,65 Meter breite Schiff hatte zwei Schornsteine, zwei Masten und zwei Propeller. Es wurde von einer Vierfachexpansions-Dampfmaschine angetrieben, die 15.000 PS leistete und eine Höchstgeschwindigkeit von 18 Knoten ermöglichte. Die Passagierunterkünfte waren für 407 Passagiere der Ersten und 200 Passagiere der Zweiten Klasse ausgelegt.
Die Malwa wurde am 20. Dezember 1908 fertiggestellt und lief am 29. Januar 1909 in Tilbury zu ihrer Jungfernfahrt nach Colombo, Melbourne und Sydney aus. 1910 stieß sie vor Colombo mit dem britischen Dampfer Nairn zusammen. Ab 1917 wurde die Malwa als Truppentransporter im Ersten Weltkrieg eingesetzt. Sie überstand den Krieg und nahm ihren regulären Australiendienst am 24. September 1920 wieder auf. Sie blieb konstant auf dieser Route, bis sie am 26. Dezember 1932 zum Abbruch nach Japan verkauft wurde. Sie wurde in Osaka verschrottet.